# Candy Mountain (Washington)
Der Candy Mountain ist ein Hügel gerade außerhalb von West Richland im Benton County im US-Bundesstaat Washington. Der Candy Mountain erhebt sich über die Tri-Cities zwischen dem Badger Mountain im Süden und dem Red Mountain im Norden.
Der Candy Mountain ist mit dem Badger Mountain über die Goose Gap verbunden. Es gibt eine einfache Straße zum Gipfel sowie die Reste eines alten Funkturms. Die gemeinnützige Organisation Friends of Badger Mountain sammelte Spenden und bemühte sich um Genehmigungen, 200 Acres (81 ha) Land um den Candy Mountain herum zu erwerben, um neue Wanderwege anzulegen, über die der Hügel auch mit dem Badger Mountain verbunden werden kann.

## Wanderwege
Es gibt einen Wanderweg mit Startpunkt an der Ostseite des Hügels, der bis zum Gipfel führt. Der 1,4 mi (2,3 km) lange Weg ist ziemlich steil, aber in 20 Minuten zu bewältigen. Entlang des Aufstiegs gibt es mehrere scheinbare Gipfel, die man aufsuchen kann, nur um festzustellen, dass der Gipfel noch nicht erreicht ist.